# 樽本真生夏
樽本 真生夏（たるもと まいか、2000年8月2日 - ）は、日本の女優、元子役。かつてはリコモーション ネクストティーンやレプロアスターに所属していた。兵庫県出身。

## 出演

### テレビドラマ
- 桂ざこば還暦祝いドラマ 子ほめ（2007年12月8日、関西テレビ） - 藤本ナツ 役
- 鹿男あをによし 第六回（2008年2月21日、フジテレビ） - 避難所の女の子 役
- ハジメノイッポ（2011年3月15日（14日深夜）、テレビ大阪）
- 青山ワンセグ開発 タクシードライバー 祗園太郎 第17話（2012年2月25日（24日深夜）、NHKワンセグ2） - 網走の娘・さくら 役[3]
- 浪花少年探偵団（2012年、TBSテレビ） - 松川はるか 役

### テレビ番組
- かがくdeムチャミタス!（2011年4月2日 - 2012年3月、テレビ大阪） - マイカ 役（樽本まいか名義で出演）

### CM
- サンガリア「こどもののみもの」
- 富士火災海上保険[要出典]